# Tinne Van der Straeten
Christinne Liesbeth Alfons (Tinne) Van der Straeten, née à Malle le 1er avril 1978, est une avocate et femme politique belge néerlandophone (Groen) et ministre de l'Énergie au sein du gouvernement De Croo du 1er octobre 2020 au 3 février 2025.

## Biographie

### Formation et début de carrière
Tinne Van der Straeten obtient en 2000 un master de spécialisation en langues africaines à l'université de Gand. Elle travaille ensuite comme collaboratrice scientifique à l'Université catholique de Louvain (UCL). Pendant ses études, elle va de Louvain-la-Neuve à Louvain, où elle mène des recherches au sujet de la discrimination sur le marché du travail pour l'Université catholique de Louvain.
Après ses études, elle rejoint le parti politique écologiste Agalev, futur Groen. En 2000, elle s'installe à Bruxelles.

### Débuts en politique et premier mandant de député (2002-2010)
Entre 2002 et 2004, elle est porte-parole de Jong Agalev, puis de Jong Groen. Elle devient ensuite porte-parole de Groen. Le 18 mai 2003, elle est deuxième sur la liste électorale Agalev pour le Sénat et, l’année suivante, deuxième sur la liste électorale européenne, avec Bart Staes comme tête de liste. Elle est également en tête de liste pour la Région Bruxelles-Capitale et est élue conseillère communale de Koekelberg en 2006.
Entre 2005 et 2007, Tinne Van der Straeten est vice-présidente de Groen, poste qu'elle occupe jusqu'à son élection comme députée de la circonscription de Bruxelles-Halle-Vilvorde pour Groen en 2007. Elle est également active au sein de la cellule politique du parti et représente le groupe commun Groen/Ecolo au sein de la Commission des Affaires intérieures. À cette époque, elle entame des études de droit à l'Université libre de Bruxelles (VUB)[réf. nécessaire].
Le 7 novembre 2007, la scission de la circonscription de Bruxelles-Halle-Vilvorde est ratifiée par la Commission des Affaires intérieures de la  Chambre des représentants. Tinne Van der Straeten est la seule parlementaire flamande à s'abstenir lors du vote. Dans la Chambre, elle se concentre sur les thèmes de l'asile, de la migration, de l'environnement, du climat et de l'énergie. Lors des élections fédérales du 13 juin 2010, elle n’est pas réélue. Bien qu'elle ait obtenu plus de votes préférentiels qu'en 2007, son siège à la Chambre est passé à la circonscription de Louvain grâce au principe d'apparentement[réf. nécessaire].
En 2010, Tinne Van der Straeten devient bénévole au Centre de droit de l'environnement et de l'énergie de l'Université de Gand et rejoint les conseils d'administration de la Fondation Roi Baudouin, du KVS, de la Vrije Universiteit Brussel, du Wijkgezondheidscentrum De Brug, de l'asbl Zwanger in Brussel et du CAW de Bruxelles.

### Reconversion en tant qu'avocate et second mandat de député (2010-2020)
En octobre 2010, elle prête serment au barreau de Bruxelles pour devenir avocate. Elle se spécialise dans le droit du climat et de l'énergie et cofonde le cabinet d'avocats Blixt. En tant qu'avocate, elle est associée au sein du cabinet Blixt, spécialisé en droit de l'énergie, qui défend notamment Gazprom, posant la question d'un éventuel conflit d'intérêts par rapport à son activité politique.
Après son mandat parlementaire, elle reste toutefois active en tant que conseillère communale. En 2018, elle réapparait sur le devant de la scène en devenant échevine à Koekelberg. Elle obtient la troisième place sur la liste d'Ecolo à Bruxelles pour les élections fédérales de 2019, Groen n'étant pas éligible indépendamment. Tinne Van der Straeten est élue à la Chambre, ce qui fait d'elle l'une des deux seuls élus néerlandophones de la circonscription de Bruxelles-Capitale. En conséquence, elle démissionne de son poste d'échevine de Koekelberg.

### Ministre de l'Énergie (depuis 2020)
Le 1er octobre 2020, elle prête serment en tant que ministre de l'Énergie au sein du gouvernement De Croo,.
En juin 2021, après avoir pointé du doigt les responsabilités de l'ancien gouvernement, sa prédécesseure, Marie-Christine Marghem, lui répond sèchement : « Le travail du Bureau du Plan est correct, mais ce que dit Mme Van der Straeten n’est pas correct et inadmissible. Je crains que ce gouvernement-ci ne soit pas en mesure d’en faire autant sous cette législature, d’ici 2024. Développer l’offshore ne se fait pas en un claquement de doigts. Elle aurait déjà dû lancer les marchés publics, ce qui n’est pas le cas.» 
En 2021, pointée du doigt pour un éventuel conflit d'intérêts en raison de sa position d'associée au sein du cabinet Blixt, Tienne Van der Straeten évoque des accusations « sans fondement ».
En janvier 2022, alors que pointe le début de la crise énergétique, elle se positionne en faveur d'une diminution des taxes fédérales sur l'énergie.
En juin 2023, elle conduit les négociations pour conclure la prolongation de l'accord avec Engie sur la production de nucléaire, ce qui mène à la création d'un fonds souverain, le plus important que la Belgique ait jamais eu à gérer. En parallèle, certains adversaires politiques comme Bart De Wever estiment que la ministre essaie de saper l'accord avec Engie dans le but de fermer l'ensemble des centrales nucléaires en 2025 : « Tinne Van der Straeten négocie pour échouer », affirme ainsi le président de la N-VA. Des accusations qui seront vite balayées quelques mois plus tard, une fois l'accord conclu avec Engie.
A la même époque, Tinne Van der Straeten indique aussi souhaiter accélérer le nombre de parcs de batteries sur le territoire belge afin de répondre à la demande en flexibilité du réseau.
Début décembre 2023, elle exhorte la COP 28 à prendre la décision de sortir des énergies fossiles, estimant que les pays avaient les moyens pour sortir de cette phase.
Mi-décembre 2023, elle fait partie du gouvernement qui réalise, selon les mots de ceux qui l'ont négocié côté belge, le « deal du siècle » avec Engie, comprenant notamment la prolongation de deux réacteurs (Doel 4 et Tihange 3) pour une période de dix ans.
Le 16 mars 2024, elle estime lors d'une interview que « la technologie nucléaire n'est pas au rendez-vous », pour avancer l'idée que la Belgique n'est pas prête à se tourner exclusivement vers le nucléaire. Elle prépare ainsi sa participation à deux sommets contradictoires qui ont lieu en mars à Bruxelles : le premier Sommet International pour le Nucléaire organisé par l’Agence internationale de l’énergie atomique (AIEA) et un « contre-sommet », organisé par des ONG environnementalistes et intitulé « Pourquoi le nucléaire ne sauvera pas le climat ».
En mai 2024, après que Georges-Louis Bouchez, le président du MR, affirme qu'elle ment dans le dossier nucléaire, Tinne Van der Straeten, qui s'estime victime d'une politique de harcèlement, décide de déposer une plainte pour diffamation,.

### Députée fédérale
Elle est élue députée à la Chambre des représentants à la suite des élections législatives fédérales belges de 2024. Bien qu'élue sur les listes Ecolo, elle siège pour Groen.

## Décoration
- Grand officier de l'ordre de Léopold (2024)[29]